# Prihodiște (Boșorod), Hunedoara
Prihodiște (maghiară Prehodiste) este un sat în comuna Boșorod din județul Hunedoara, Transilvania, România.